# Музей естественной истории Карнеги

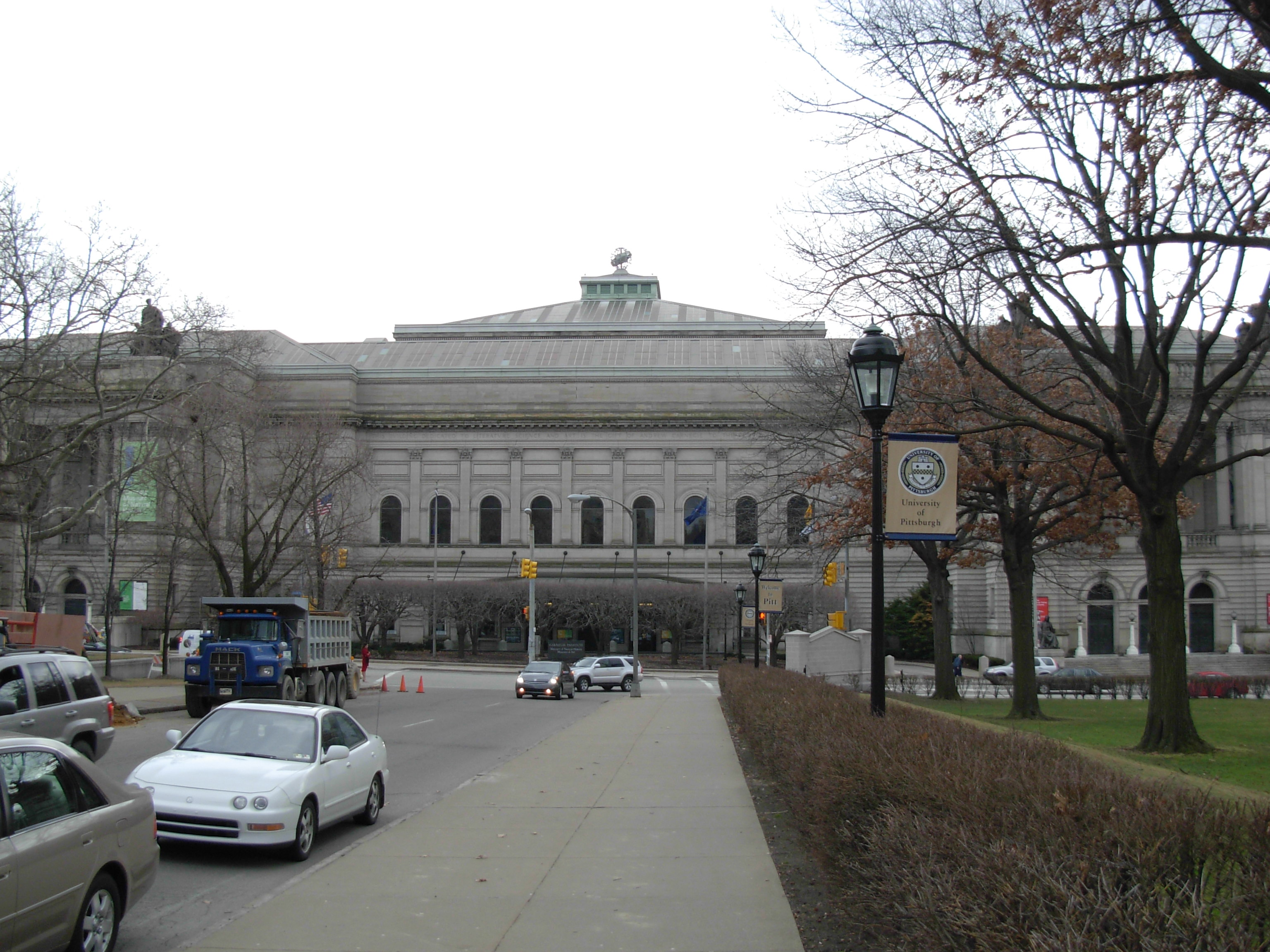
Музей естественной истории Карнеги

Музей естественной истории Карнеги (англ. Carnegie Museum of Natural History) расположен в Окленде — пригороде г. Питтсбург в штате Пенсильвания. Музей основал промышленник Эндрю Карнеги в 1896 году. Музей широко известен в США и за рубежом, входит в первую пятёрку естественнонаучных музеев США, содержит 20 залов с экспозициями.
В музее представлены скелеты диплодока, тираннозавра (наиболее полный из известных скелетов), овираптора, фрутафоссор, череп Samson и др. Это одна из лучших коллекций скелетов динозавров в мире. Среди прочих экспозиций:
- Зал минералов Хиллмана,
- Зал американских индейцев,
- «Полярный мир» (Арктический зал Уикоффа),
- Древнеегипетский зал Уолтона,
- Геологический зал Бенедума.

В 1956 году при музее организована Биологическая станция Паудермилл (Powdermill Nature Reserve), предназначенная для полевых исследований популяций животных.